# ليفربول موسم 2002–03
كان موسم 2002–03 هو الموسم الـ111 لنادي ليفربول لكرة القدم والموسم الحادي والأربعين على التوالي في الدوري الإنجليزي الممتاز.